# (8770) Totanus
(8770) Totanus (3076 T-2) – planetoida z pasa głównego asteroid okrążająca Słońce w ciągu 5,49 lat w średniej odległości 3,11 au. Odkryta 30 września 1973 roku.